# Naiyobi
Naiyobi è una circoscrizione rurale (rural ward) della Tanzania situata nel distretto di Ngorongoro, regione di Arusha. Conta una popolazione di 9 133 abitanti (censimento 2012).